# Vaiden
Vaiden es un pueblo del Condado de Carroll, Misisipi, Estados Unidos. Según el censo de 2000 tenía una población de 840 habitantes y una densidad de población de 148.1 hab/km².

## Demografía
Según el censo de 2000, había 840 personas, 326 hogares y 202 familias residiendo en la localidad. La densidad de población era de 148,1 hab./km². Había 365 viviendas con una densidad media de 64,4 viviendas/km². El 28,45% de los habitantes eran blancos, el 71,07% afroamericanos, el 0,12% amerindios, el 0,12% asiáticos, el 0,12% de otras razas y el 0,12% pertenecía a dos o más razas. El 0,83% de la población eran hispanos o latinos de cualquier raza.
Según el censo, de los 326 hogares en el 30,7% había menores de 18 años, el 31,0% pertenecía a parejas casadas, el 26,7% tenía a una mujer como cabeza de familia y el 38,0% no eran familias. El 34,4% de los hogares estaba compuesto por un único individuo y el 16,0% pertenecía a alguien mayor de 65 años viviendo solo. El tamaño promedio de los hogares era de 2,31 personas y el de las familias de 2,97.
La población estaba distribuida en un 24,0% de habitantes menores de 18 años, un 13,9% entre 18 y 24 años, un 29,5% de 25 a 44, un 20,5% de 45 a 64 y un 12,0% de 65 años o mayores. La media de edad era 34 años. Por cada 100 mujeres había 108,4 hombres. Por cada 100 mujeres de 18 años o más, había 111,3 hombres.
Los ingresos medios por hogar en la localidad eran de 15.000 dólares ($) y los ingresos medios por familia eran 26.944 $. Los hombres tenían unos ingresos medios de 26.607 $ frente a los 15.500 $ para las mujeres. La renta per cápita para la ciudad era de 17.158 $. El 32,9% de la población y el 26,2% de las familias estaban por debajo del umbral de pobreza. El 32,9% de los menores de 18 años y el 38,6% de los habitantes de 65 años o más vivían por debajo del umbral de pobreza.

## Geografía
Según la Oficina del Censo de los Estados Unidos, la localidad tiene un área total de 5,7 km², todos ellos correspondientes a tierra firme.